# Санкт-Петербург-Сортувальний-Московський
Санкт-Петербург-Сортувальний-Московський (рос. Санкт-Петербург-Сортировочный-Московский) — сортувальна станція Жовтневої залізниці (раніше «Московська-Сортувальна»). Відкрита в 1879 році.
Станція є найбільшою в своєму роді на Жовтневій залізниці (далі йдуть Шушари), однією з найбільших в Росії і найстарішою в Росії. 
Станція займає дуже велику територію в південно-східній частині Санкт-Петербурга, простягнувшись від центральної частини міста за межі КАД. На територіях що відноситься до неї і впритул прилеглих знаходяться:
- Фарфоровська (платформа) — зупинний пункт пасажирських електропоїздів
- Сортувальна (платформа, Санкт-Петербург) — зупинний пункт пасажирських електропоїздів
- Цимбалінський шляхопровід
- Локомотивне депо Санкт-Петербург-Сортувальний-Московський
- Сортувальна-Московська вулиця
- Невський шляхопровід
- Сортувальний парк (протягнувся вздовж Іванівського кар'єра)
- Вагонне ремонтне депо Санкт-Петербург-Сортувальний Московський (ВЧДР-5)
- Санкт-Петербург-Московська дистанція електропостачання (ЕЧ-3) АБК
- Шляхопровід Олександрівської Ферми
- Парк Обухово залізничної станції Санкт-Петербург-Сортувальний-Московський і пасажирська платформа Обухово

З півночі станцію обмежує залізничний вузол «північна сполучна портова залізниця», колії якої прямують на захід на станцію Волковська (початок Путилівської залізниці), на схід — на станцію Глухоозерська (і далі на Фінляндський залізничний міст та Санкт-Петербург-Ладозький). Далі в північному напрямку магістральні колії Жовтневої залізниці переходять в станцію Санкт-Петербург-Товарний-Московський, після якої знаходиться кінцева Санкт-Петербург-Головний. З півдня станція закінчується територією станції Обухово (включена до складу сортувальної станції у 2002 році), де розділяються магістральні Московський та Волховстроївський напрямки залізниці. Наступна станція Московського напрямку — Слов'янка, Волховстроївського — Рибальське, що примикає з півдня «південна портова залізниця» проходить від Рибальської на вантажну станцію Купчинська.